# Ascogaster erythropa
Ascogaster erythropa är en stekelart som beskrevs av Cameron 1911. Ascogaster erythropa ingår i släktet Ascogaster och familjen bracksteklar. Inga underarter finns listade.